# Frank Morgan
Francis Philip Wuppermann (Nova Iorque, 1 de junho de 1890 — Beverly Hills, 18 de setembro de 1949), mais conhecido como Frank Morgan, foi um ator estadunidense. Sua atuação mais memorável foi o papel quádruplo que interpretou em O Mágico de Oz, onde deu vida ao Professor Marvel, ao condutor de Carruagem, ao Porteiro da cidade de Esmeralda e ao próprio Mágico que dá nome ao livro e ao filme, produzido em 1939.
Francis nasceu em família rica, estudou na Universidade Cornell, onde era um membro da Phi Kappa Psi Fraternity. Seguiu então o irmão mais velho, Ralph Morgan, no mundo dos negócios, primeiramente no estágio na Broadway e, logo depois, em filmes. Sua primeira película foi O suspeito, em 1916. Sua carreira expandiu quando os personagens foram se estereotipando, como homens gordos e de meia idade de bom coração.
Morreu de ataque cardíaco enquanto filmava Annie Get Your Gun e está enterrado no Green-Wood Cemetery, no Brooklyn.
Tem uma estrela na Calçada da Fama de Hollywood, no número 1708, na rua Vine.

## Filmografia
- The Suspect (1916)
- The Daring of Diana (1916)
- The Girl Philippa (1916)
- A Modern Cinderella (1917)
- A Child of the Wild (1917)
- The Light in Darkness (1917)
- Baby Mine (1917)
- Who's Your Neighbor? (1917)
- Raffles, the Amateur Cracksman (1917)
- The Knife (1918)
- At the Mercy of Men (1918)
- The Gray Towers Mystery (1919)
- The Golden Shower (1919)
- Manhandled (1924)
- Born Rich (1924)
- The Crowded Hour (1925)
- The Man Who Found Himself (1925)
- Scarlet Saint (1925)
- Love's Greatest Mistake (1927)
- Belle of the Night (1930) (pequena participação)
- Dangerous Nan McGrew (1930)
- Queen High (1930)
- Laughter (1930)
- Fast and Loose (1930)
- Secrets of the French Police (1932)
- The Half Naked Truth (1932)
- Billion Dollar Scandal (1933)
- Luxury Liner (1933)
- Hallelujah I'm a Bum (1933)
- Reunion in Vienna (1933)
- The Kiss Before the Mirror (1933)
- The Nuisance (1933)
- When Ladies Meet (1933)
- Best of Enemies (1933)
- Broadway to Hollywood (1933)
- Bombshell (1933)
- The Cat and the Fiddle (1934)
- Sisters Under the Skin (1934)
- Success at Any Price (1934)
- The Affairs of Cellini (1934)
- A Lost Lady (1934)
- There's Always Tomorrow (1934)
- By Your Leave (1934)
- The Mighty Barnum (1934)
- The Good Fairy (1935)
- Enchanted April (1935)
- Naughty Marietta (1935)
- Lazybones (1935)
- Escapade (1935)
- I Live My Life (1935)
- The Perfect Gentlemen (1935)
- The Great Ziegfeld (1936)
- Dancing Pirate (1936)
- Trouble for Two (1936)
- Dimples (1936)
- The Last of Mrs. Cheyney (1937)
- The Emperor's Candlesticks (1937)
- Saratoga (1937)
- Sunday Night at the Trocadero (1937)
- Beg, Borrow or Steal (1937)
- Rosalie (filme) (1937)
- Paradise for Three (1938)
- Port of Seven Seas (1938)
- The Crowd Roars (1938)
- Sweethearts (1938)
- Broadway Serenade (1939)
- The Wizard of Oz (1939)
- Henry Goes Arizona (1939)
- Balalaika (1939)
- The Shop Around the Corner (1940)
- Broadway Melody of 1940 (1940)
- The Ghost Comes Home (1940)
- The Mortal Storm (1940)
- Boom Town (1940)
- Hullabaloo (1940)
- Keeping Company (1940)
- The Wild Man of Borneo (1941)
- Washington Melodrama (1941)
- Honky Tonk (1941)
- The Vanishing Virginian (1942)
- Tortilla Flat (1942)
- White Cargo (1942)
- The Human Comedy (1943)
- A Stranger in Town (1943)
- Thousands Cheer (1943)
- The White Cliffs of Dover (1944)
- Kismet (1944) (narrador)
- Casanova Brown (1944)
- Yolanda and the Thief (1945)
- The Great Morgan (1946)
- Courage of Lassie (1946)
- The Cockeyed Miracle (1946)
- Lady Luck (1946)
- Green Dolphin Street (1947)
- Summer Holiday (1948)
- The Three Musketeers (1948)
- The Stratton Story (1949)
- The Great Sinner (1949)
- Any Number Can Play (1949)
- Key to the City (1950)

## ligações externas
- Frank Morgan. no IMDb.